# Þorskafjörður
Þorskafjörður ([ˈθour̥skʰœiˌfjœrðʏr̥] lit. fiordo del bacalao) es un fiordo de Islandia situado en la región septentrional de Vestfirðir. Derivación del principal Breiðafjörður. Su longitud se estima en unos 16 km y se encuentra en Austur-Barðastrandarsýsla, entre Reykjanes y Skálanes. Este mismo se subdivide en dos fiordos menores y poco profundos: el Djúpifjörður y el Gufufjörður.

## Historia

### Edad Media
Conocido como Þorskafjarðarþing («Congreso de Þorskafjörður») fue uno de los tres centros jurídicos y políticos de la 
corte del Oeste: (Vestfirðingafjórðungur) durante la Mancomunidad Islandesa.

### Era moderna
En Skógar nació el poeta Matthías Jochumsson en 1835. Entre 1940 y 1946 se construyó la carretera que une Þorskafjarðarheiði e Ísafjarðardjúp, y fue una vía principal para conectar con Reikiavik hasta 1987, cuando se abrió la ruta de Steingrímsfjarðarheiði.

## Asentamientos
- Hofstaðir
- Kinnarstaðir

## Granjas rurales
- Laugaland
- Gröf
- Þórisstaðir
- Múli
- Kollabúðir
- Skógar